# Operatie Blue Star
Operatie Blue Star was een militaire actie van het Indiase leger die plaatsvond van 3 tot 8 juni 1984 in opdracht van premier Indira Gandhi. Zij gaf opdracht tot de aanval op het tempelcomplex in de stad Amritsar dat bezet werd gehouden door Sant Jarnail Sing Bhindranwale en zijn aanhangers. Sant Jarnail Singh Bhindranwale werd door de Indiase overheid gezien als een terrorist terwijl hij door de bewoners van Punjab als een held werd gezien. 

## Voorgeschiedenis
Het Sikhisme vormt een belangrijke godsdienst en heeft veel aanhangers in India, ongeveer 20 tot 25 miljoen. De meeste van hen wonen in de noordelijke deelstaat Punjab. In 1977 kwam daar een coalitie aan de macht die geleid werd door de Sikhpartij Akali Dali. De Congrespartij onder leiding van Indira Gandhi was daar niet enthousiast over en steunde de religieuze leider Jarnail Singh Bhindranwale in de hoop verdeeldheid tussen de Sikhs te zaaien en hun macht te breken. Bhindranwale en zijn aanhangers radicaliseerden echter. Hij werd beschuldigd van de moord op de journalist Jagat Narain. Nadat hij opgepakt was nam hij afstand van de Congrespartij en zocht de samenwerking met Akali Dali. Die partij streefde naar meer autonomie voor Punjab, maar Bhindranwale wilde totale onafhankelijkheid. In 1983 bezette zij de Gouden Tempel in Amritsar, de heiligste plek van de Sikhs, en maakten daar hun hoofdkwartier. De tempel trok vervolgens steeds meer gewapende millitanten aan.
De aanhangers van Bhindranwale zaten niet stil. Zo werd in april 1983 een politiefunctionaris die het tempelcomplex bezocht doodgeschoten. Bhindranwale werd zelfs door het hoofd van zijn eigen partij gevraagd het complex te verlaten, maar weigerde dit. Daarna was er sprake van een impasse. Daar kwam pas een einde aan toen Indira Gandhi besloot in te grijpen. Zij vroeg de legertop om een plan te ontwerpen voor het ontruimen van de tempel. Het leger raadde aanvankelijk een frontale aanval af, want de kans was groot dat de tempel daardoor zwaar beschadigd zou raken en dat zou kunnen leiden tot nog meer onrust onder de Sikhs. Gandhi zette haar zin echter door.

## De aanval
Operatie Blue Star begon op 3 juni. Overal in de deelstaat werd het verkeer platgelegd en de stroom uitgeschakeld. Media waren aan een sterke censuur onderworpen. Op 4 juni begon het Indiase leger met de beschieting van het complex. Daarbij werden tanks en helikopters ingezet. De militanten verweerden zich met lichte wapens die in de maanden daarvoor massaal het complex waren binnengesmokkeld. In de dagen daarna braken er heftige gevechten uit tussen het leger en de Sikhs. Daarbij verloor ook Bhindranwale het leven. Op 8 juni had het leger het gehele tempelcomplex in handen. 
De bronnen lopen uiteen over het precieze aantal doden, waarschijnlijk ligt dat tussen de 4800 en 5300, waarvan 800 à 1000 rebellen en 200 à 300 soldaten. De tempel raakte ernstig beschadigd.

## Nasleep
Op de regering was veel kritiek vanwege het forse gebruik van geweld. De operatie leidde tot een geslaagde aanslag op premier Indira Gandhi in oktober 1984 door twee van haar lijfwachten die beiden een Sikh-achtergrond hadden. Dit leidde tot rellen in het gehele land die zich richtte tegen de Sikhs waarbij velen het leven verloren. Twee jaar later kwam chef-staf van het leger Arun Shridhar Vaidy om door een aanslag door twee Sikhs. Beide daders kregen de doodstraf.
Verschillende Sikh-militanten bezette de Gouden Tempel weer na afloop. In mei 1986 arresteerde de politie er tweehonderd. Twee jaar later vond er wederom een bezetting plaats. Premier Rajiv Gandhi, zoon van Indira Gandhi, liet het complex wel door het leger omsingelen, maar besloot zich niet uit te tent te laten lokken en gaf het leger de opdracht om er alles aan te doen een gewapend treffen te voorkomen. Na een aantal dagen gaven de bezetters zich over.